# 현릉 (조선)
현릉(顯陵)은 조선 제 5대 문종과 현덕왕후 권씨의 능이다. 1970년 5월 26일 동구릉 중의 하나로, 사적 제193호로 지정되었으며, 대한민국 경기도 구리시 인창동에 위치한다.

## 개요
문종은 세종과 소헌왕후 심씨의 맏아들로, 세종 3년 1421년 8세의 어린 나이로 세자로 책봉되어 세종 32년 1450년 37세의 나이로 왕위에 올랐다. 현릉은 단종의 아버지인 조선 제5대 문종과 현덕왕후 권씨의 능으로, 1452년 9월 1일 문종이 승하하자 조성된 능이다. 능지는 수양대군, 황보인, 김종서, 정인지 등의 대신을 비롯하여 풍수학랑관이 현지를 답사하고 정하였다.
그의 비인 현덕왕후 권씨는 화산부원군 권전의 딸로 태어나, 1431년 세종 13년 14세의 나이로 세자궁으로 들어와 세자의 후궁이 되었다. 1437년 세자빈인 순빈봉씨가 폐위되자, 세자빈에 책봉되었다. 그러나 세종 23년 1441년 문종이 승하하기 11년 전에 단종을 낳고, 병이 위독해져 24세의 젊은 나이로 세상을 떠났다. 원래 현덕왕후는 안산의 소릉에 장사지냈는데, 수양대군이 계유정난으로 단종을 내쫓고 집권한 이후, 세조 3년 1457년 의경세자(덕종으로 추존됨)의 죽음으로 추폐되었다가 중종 7년 1512년 복위되어 그 다음해 봄, 1513년 문종이 묻혀 있는 현릉의 왼쪽 산줄기 언덕으로 사후 72년 만에 옮겨져 왕의 곁으로 돌아왔다.

## 같이 보기
- 조선의 왕릉
- 동구릉
- 덕종과 예종